# Interstate 12
Az Interstate 12 (12-es országos autópálya) az USA béli Louisiana államban található, az I-10 autópályából Baton Rouge-nál ágazik ki, és a  Pontchartrain tavat északról megkerülve Slidell városához közel csatlakozik vissza az I-10-es be.
Az I-12-es autópálya elkerülő útnak épült a maga 137,74 km-es hosszával.
Mivel az I-10-es Baton Rougenál délkelet felé New Orleansba tart, így hosszabb úton kerüli meg a Pontchartrain tavat, mint az I-12-es. Az I-10 Baton Rouge Slidell szakasza 173,8 km.

## Fordítás
- Ez a szócikk részben vagy egészben  az   Interstate 12 című angol Wikipédia-szócikk fordításán alapul.  Az eredeti cikk szerkesztőit annak laptörténete sorolja fel. Ez a jelzés csupán a megfogalmazás eredetét és a szerzői jogokat jelzi, nem szolgál a cikkben szereplő információk forrásmegjelöléseként.